# Esteticismo

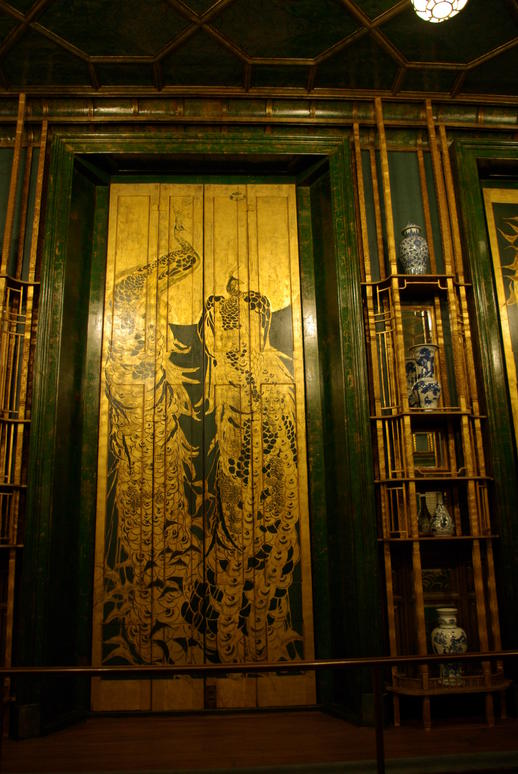
The Peacock Room: um dos mais famosos exemplos do esteticismo no design de interiores.
Por James Abbott McNeill Whistler

Esteticismo foi um movimento artístico na Europa no século XIX que enfatizou os valores estéticos em detrimento de temas sociais na literatura, belas artes, pintura, artes decorativas e design de interiores. Em termos gerais, ele representou as mesmas tendências que o simbolismo ou o decadentismo representaram na França ou na Itália, e pode ser considerado um ramo inglês do mesmo movimento. Ele foi uma reação anti-vitoriana e teve raízes pós-românticas, sendo assim visto como uma antecipação do modernismo. O esteticismo aconteceu no período vitoriano tardio, por volta de 1868 a 1901, e considera-se que tenha terminado com Oscar Wilde, em 1895.

## Esteticismo na literatura

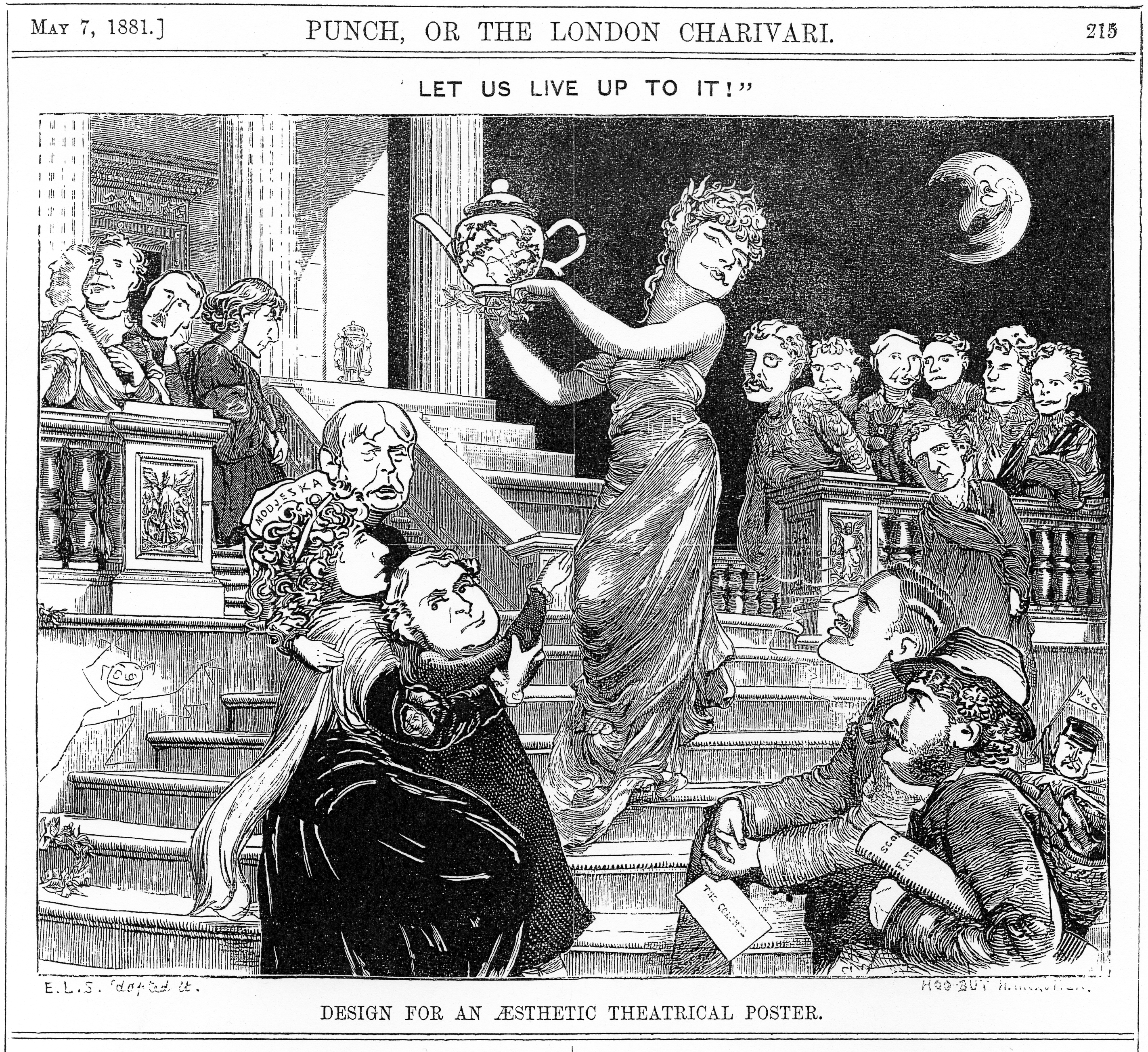
Um dos vários cartoons da Revista Punch, sobre estética.

Os escritores britânicos decadentistas foram profundamente influenciados por Walter Pater de Oxford e seus ensaios publicados em 1867-68, nos quais ele afirmava que a vida deveria ser vivida intensamente, seguindo um ideal de beleza. Seu Estudos da história da Renascença (1873) se tornou um texto sacralizado pelos jovens artistas da era vitoriana. Os decadentistas usavam o slogan A Arte pela arte, cuja origem é controvertida. Alguns defendem que ela foi cunhada pelo filósofo Victor Cousin, embora Angela Leighton, em On Form: Poetry, Aestheticism and the Legacy of a Word (2007) observa que a frase foi usada por Benjamin Constant em 1804. É aceito por todos que o termo foi amplamente difundido por Théophile Gautier na França, que tomou a frase para sugerir não haver conexão entre arte e moralidade.
Artistas e escritores do esteticismo defendiam que a arte deveria proporcionar um refinado sentimento de prazer, em vez que transmitir valores morais ou sentimentais. Consequentemente, eles não aceitavam a concepção utilitária da arte de John Ruskin e Matthew Arnold, que a concebiam como algo útil. Ao contrário, eles acreditavam que a arte não possui nenhuma finalidade didática; ela precisa apenas ser bonita. Os esteticistas desenvolveram o culto à beleza, que eles consideravam o fator básico da arte. A vida deve copiar a arte, eles afirmavam. Eles consideravam a natureza crua e destituída de forma quando comparada à arte. As principais características do movimento eram: sugerir ao invés de afirmar; sensualidade; uso massivo de símbolos e efeitos sinestésicos, isto é, correspondência entre palavras, cores e música. Era a música que criava o clima.
O esteticismo teve seus exponentes em John Ruskin e Matthew Arnold e entre a Irmandade Pré-Rafaelita. Na Inglaterra, os melhores representantes foram Oscar Wilde e Algernon Charles Swinburne, ambos influenciados pelos simbolistas franceses e por Dante Gabriel Rossetti. O movimento e estes poetas foram satirizados na ópera cômica Patience  de Gilbert e Sullivan e em outros trabalhos, como The Colonel  de F. C. Burnand e em revistas como a Revista Punch.
A novela Rua Sinistra  de Compton Mackenzie faz uso desse recurso, como uma fase que o protagonista passa sob influências de indivíduos mais velhos e decadentes.
As novelas de Evelyn Waugh, jovem integrante da sociedade esteticista em Oxford, retratavam o esteticismo principalmente de um ponto de vista satírico, mas ao mesmo tempo fazendo parte dele. Outros nomes associados ao movimento foram  Robert Byron, Harold Acton, Nancy Mitford, A.E. Housman e Anthony Powell.

## Esteticismo nas artes visuais
A lista de artistas visuais envolvidos com o esteticismo inclui James McNeill Whistler, Dante Gabriel Rossetti, Edward Burne-Jones e Aubrey Vincent Beardsley. 

## Esteticismo nas artes decorativas
Os utensílios domésticos do esteticismo se caracterizam por diversos temas comuns:
- Madeira ebonizada com detalhes dourados
- Influência japonesa
- Utilização de elementos naturais, especialmente flores, pássaros, folhas e penas de pavão
- Porcelanas chinesas azuis e brancas

## Irracionalismo e esteticismo

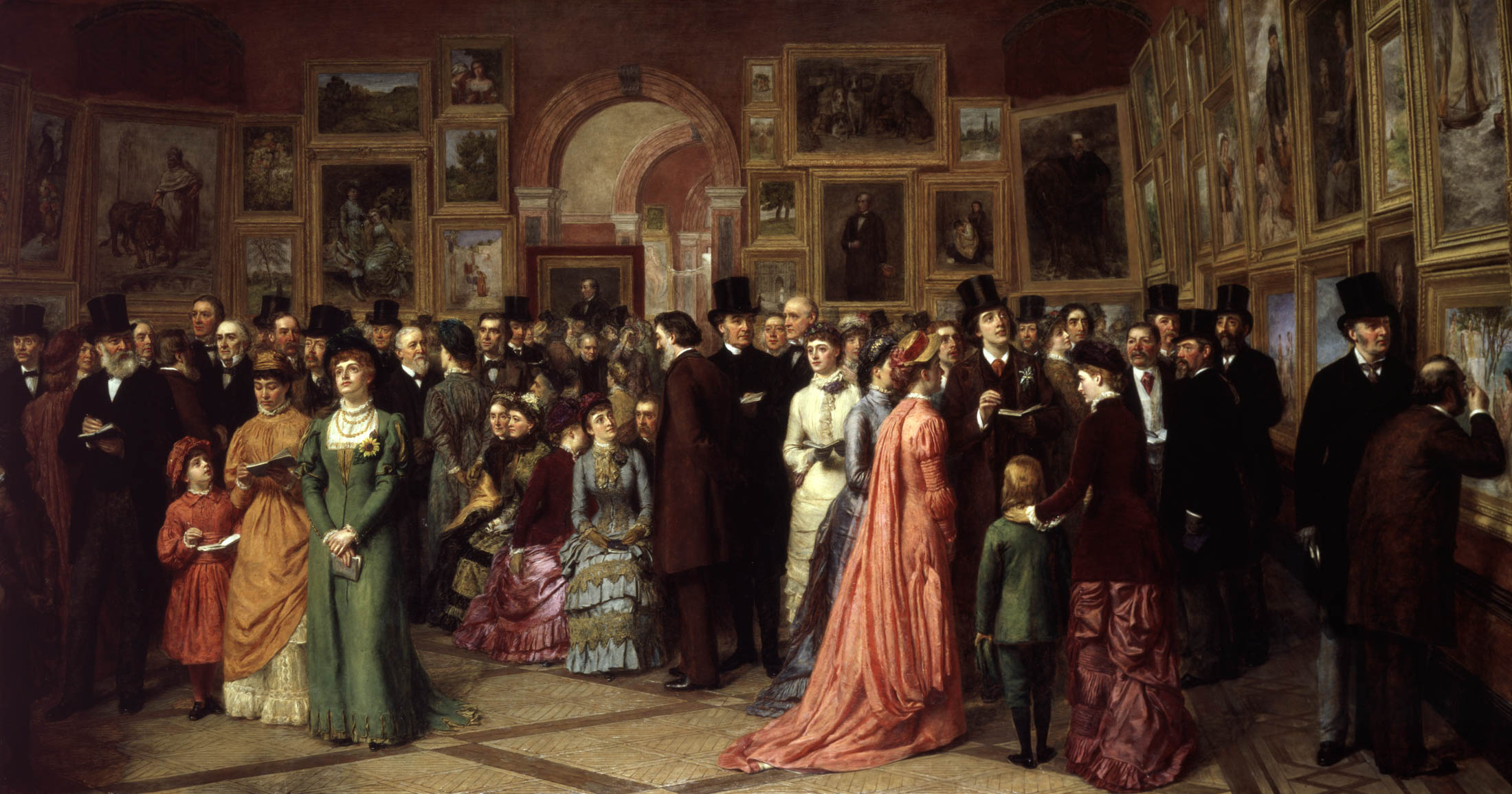
A Private View at the Royal Academy, 1881: uma sátira da influência do esteticismo na moda. Oscar Wilde é retratado à direita, cercado de admiradores.
Por W. P. Frith, na Academia Real Inglesa

O irracionalismo e o esteticismo foram movimentos filosóficos que se formaram contra o positivismo no começo do século XX. Tais perspectivas tendiam a diminuir a importância da racionalidade dos seres humanos, concentrando-se, em vez disso, na experiência pessoal de cada um.
Alguns dos envolvidos no movimento afirmaram a inferioridade da ciência em relação à intuição. Desta forma, a arte ocupava um papel especialmente elevado, por ser considerada a passagem para o númeno. Tal ideia não foi, no entanto, muito aceita pelo público, sendo caracterizada como elitista.
Alguns dos seguidores desta ideia eram Fiódor Dostoiévski, Henri Bergson, Lev Shestov e Georges Sorel. Considera-se, igualmente, que o simbolismo e o existencialismo nasceram a partir desta escola de pensamento.